# Окондо
Окондо (баск. Okondo (офіційна назва), ісп. Oquendo) — муніципалітет в Іспанії, у складі автономної спільноти Країна Басків, у провінції Алава. Населення — 1087 осіб (2009).
Муніципалітет розташований на відстані близько 310 км на північ від Мадрида, 45 км на північний захід від Віторії.

## Демографія
Динаміка населення (INE ):

## Галерея зображень

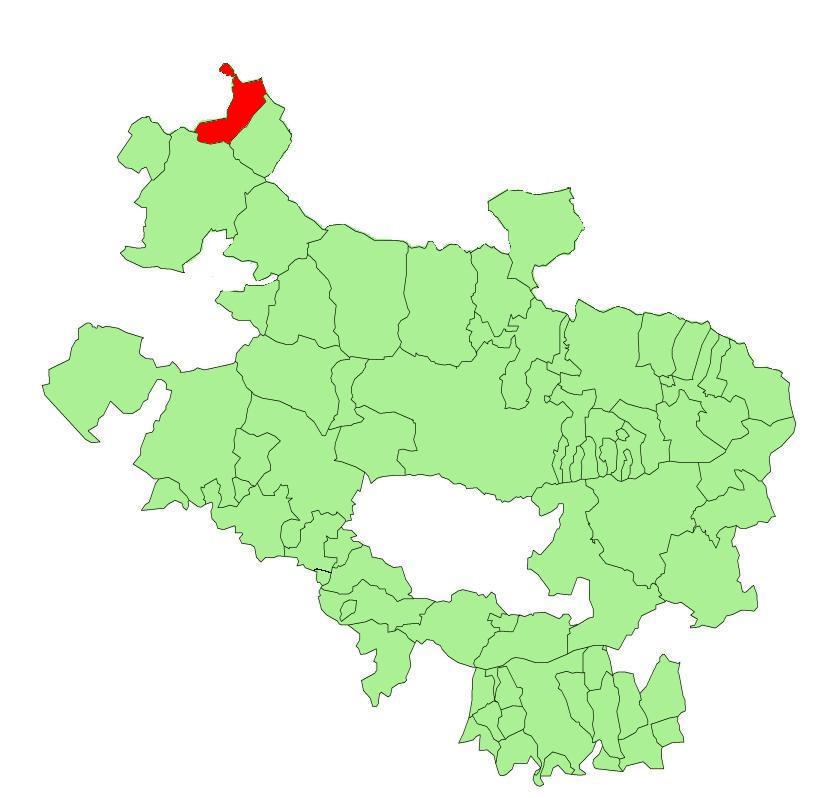
Розташування муніципалітету
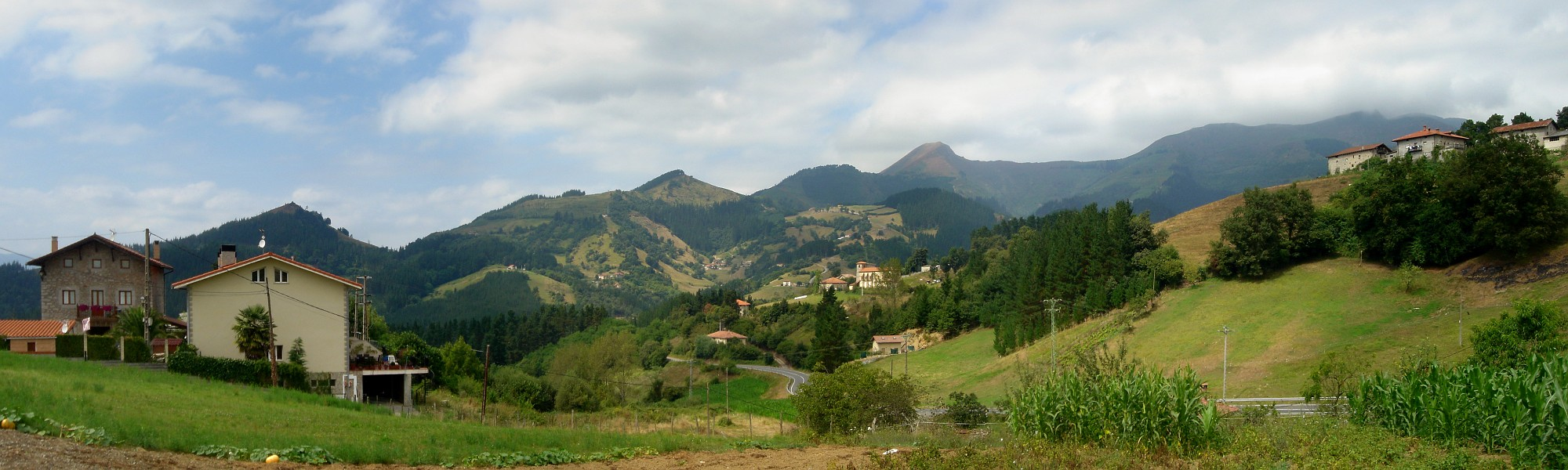
Окондо